# Gentle Giant
Gentle Giant var ett brittiskt progressivt rockband. Bandet bildades i slutet av 1960-talet av bröderna Derek, Philip och Raymond Shulman ur spillrorna av Simon Dupree and the Big Sound. Gruppen blandade friskt rock, jazz, klassisk musik, medeltida musik och avantgarde-musik till en säregen variant av progressiv rock. Gruppens musik är ytterst komplex och sammanlagt spelade de olika medlemmarna över 30 olika instrument. Gruppen var verksam mellan åren 1970 och 1980 och hann släppa 12 album varav ett, Playing the Fool - The Official Live, är ett livealbum. Genom en av deras trummisar John Weathers finns också en koppling till ett av de absolut första psych/prog-banden Eyes of Blue

## Diskografi
Studioalbum
- Gentle Giant (1970)
- Acquiring the Taste (1971)
- Three Friends (1972)
- Octopus (1972)
- In a Glass House (1973)
- The Power and the Glory (1974)
- Free Hand (1975)
- Interview (1976)
- Playing the Fool - The Official Live (1977) (live)
- The Missing Piece (1977)
- Giant for a Day (1978)
- Civilian (1980)

Livealbum
- Playing the Fool - The Official Live (1977)
- In Concert (1994) (inspelad vid Golders Green Hippodrome, London, 1978)
- Out of the Woods: The BBC Sessions (1996)
- The Last Steps (1996)
- Out of the Fire: The BBC Concerts from 1973 & 1978 (1998)
- King Biscuit Flower Hour Presents (1998) (inspelad vid the Academy of Music, New York City 1975)
- Live Rome 1974 (2000) (inspelad vid PalaEur i Rom)
- In'terview in Concert (2000) (inspelad i Hempstead, New York 1976)
- In a Palesport House (2001) (inspelad i Palazzo dello Sport, Rom 1973)
- Artistically Cryme (2002) (inspelad i Olympen, Lund, Sverige 19 september 1976)
- Endless Life (2002) (inspelad i White Plains NY och Berkeley CA 1975)
- The Missing Face (2002) (från the Ballroom, Cleveland, Ohio 1977)
- Prologue (2003) (inspelad i Munster, Tyskland 1974 och Philadelphia, Pennsylvania 1975)
- Playing the Cleveland (2004) (inspelad i Cleveland och New York 1975)
- Live in New York 1975 (2005)
- Live in Santa Monica 1975 (2005)
- Live in Stockholm '75 (2009) (inspelad i Club Kåren (Kårhuset), Stockholm 1975)

## Medlemmar
Den klassiska sättningen av Gentle Giant existerade från och med deras fjärde album Octopus från 1972:
- Derek Shulman – sång, blockflöjt, keyboard, basgitarr, trummor, slagverk, shulberry (tre-strängad ukulele) (1970–1980)
- Ray Shulman – basgitarr, fiol, viola, trumpet, blockflöjt, slagverk, gitarr (1970–1980)
- Kerry Minnear – sång, keyboard, cello, vibrafon, xylofon, basgitarr, gitarr, trummor (1970–1980)
- Gary Green – gitarr, mandolin, blockflöjt, basgitarr, trummor, xylofon (1970–1980)
- John Weathers – trummor, slagverk, vibrafon, xylofon, gitarr, sång (1972–1980)

Övriga medlemmar:
- Phil Shulman – sång, saxofon, trumpet, klarinett, blockflöjt, slagverk (1970–1972)
- Martin Smith – trummor, slagverk (1970–1971)
- Malcom Mortimore – trummor, slagverk (1971–1972)